# Dẻ tùng sọc trắng rộng
Dẻ tùng sọc trắng rộng, dẻ tùng Vân Nam hay sam bông Vân Nam (danh pháp hai phần: Amentotaxus yunnanensis) là loài cây lá kim thuộc họ Thanh tùng. Đây là loài cây gỗ trung bình, cao đến 15 m (49 ft). Loài dẻ tùng này sống trên các núi đá vôi Hoa Nam (Quý Châu, Vân Nam) và miền Bắc Việt Nam. Hiện nay, chỉ còn lại một số quần thể nhỏ và bị đe dọa bởi nạn phá rừng.

## Hình ảnh

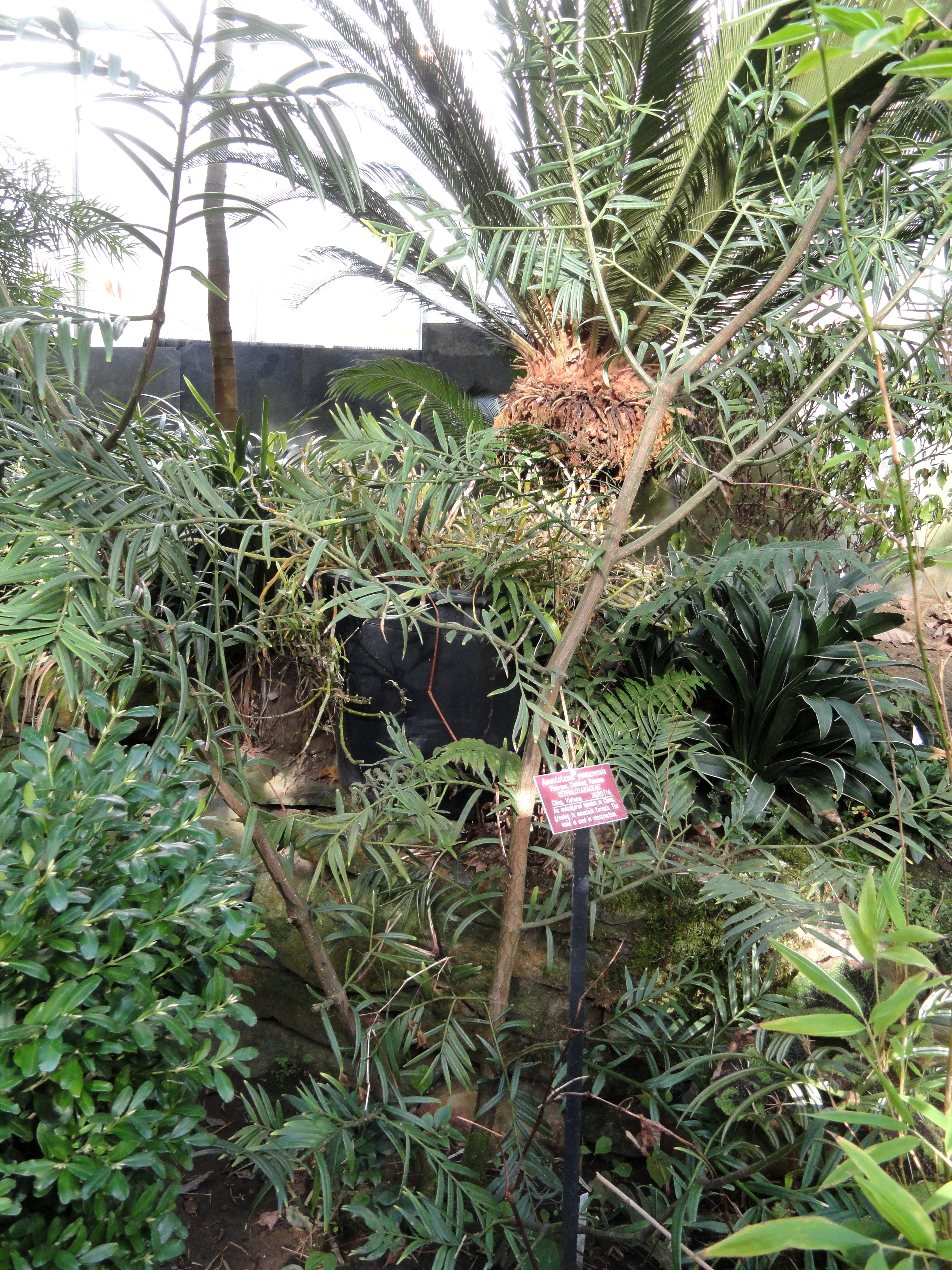